# Kelsey Griffin
Kelsey Michelle Griffin (Anchorage, 2 luglio 1987) è una cestista statunitense naturalizzata australiana, professionista nella WNBA.

## Carriera
È stata selezionata dalle Minnesota Lynx al primo giro del Draft WNBA 2010 (3ª scelta assoluta).
Con l'Australia ha disputato i Campionati asiatici del 2017.

## Palmarès
- WNBA All-Rookie First Team (2010)